# マハーバーラタ
『マハーバーラタ』（サンスクリット: महाभारतम् Mahābhāratam）
インド神話に登場する伝説のリシ（聖仙）、ヴィヤーサが著作した叙事詩。ラーマーヤナと並んでインド二大叙事詩と称される、バラタ族にまつわるインド神話の大叙事詩。バラタ族とは物語の中心となるクル族の別称である。同じくインド神話に登場する詩人ヴァールミーキーの著した、『ラーマーヤナ』とともにインドの二大叙事詩と称され、ギリシャの叙事詩『イーリアス』と『オデュッセイア』としばしば比較される。第6巻にヒンドゥー教の聖典である『バガヴァッド・ギーター』を含む。インドの古典語であるサンスクリットで著され、その94％がシュローカ（8音節×4韻脚）と呼ばれる韻律によって構成されている。
Fitzgeraldによれば、ナンダ朝とマウリヤ朝の勃興（紀元前4世紀頃）、とくにアショーカ王（在位は紀元前3世紀頃）によるダルマの宣布により『マハーバーラタ』のテキスト化が開始され、紀元前2世紀半ば〜紀元後1世紀末頃に完成されたとみられる。このテキストは紀元後4世紀（グプタ朝期）にさらに拡張され、後代に伝えられるサンスクリット写本群の元となった。
世界で最も長い叙事詩であり、『マハーバーラタ』自身の語るところによれば10万詩節を含む。ただし、現在底本として用いられることの多いプーナの批判校訂版では7万5千詩節弱、補遺である『ハリ・ヴァンシャ（ハリの系譜）』と合わせて9万詩節を越える程度である。
全18巻の構成を取っているが、全100巻に分ける区分も並存している。各巻の内容は「マハーバーラタの構成」を参照。
この長大な物語には、古代インドにおける人生の四大目的、法（ダルマ）・実利（アルタ）・性愛（カーマ）・解脱（モークシャ）が語られており、これら四つに関して「ここに存在するものは他にもある。しかし、ここに存在しないものは、他のどこにもない」と『マハーバーラタ』自身が語っている。これは『マハーバーラタ』という物語の世界観を表す、非常に有名な一節である。

## 内容
パーンドゥ王の息子である五王子（パーンダヴァ）と、その従兄弟であるクル国の百王子（カウラヴァ）の間に生じた長い確執と、クル国の継承を懸けたクル・クシェートラにおける大戦争を主筋とする。18日間の凄惨な戦闘の末、戦いはパーンダヴァ側の勝利に終わったものの、両軍ともに甚大な被害を出す。この主筋の周辺に、さまざまな伝説や神話、哲学問答などが組み込まれ、古代インド文化の百科事典的な様相を呈している。
第1巻〜5巻はクル族の祖先にまつわる物語と大戦争に至るまでの経緯を語り、第6巻〜10巻は大戦の詳細、第11巻〜18巻は戦後処理と五王子らの昇天までの後日譚を描く。
第12巻〜13巻の大部分は後世の追加であると考えられ、王権や社会のあり方、哲学的思想などが説かれている。
大戦時における両陣営の主な戦士の構成は以下の通り。
《パーンダヴァ側》
ユディシュティラ、ビーマ、アルジュナ、ナクラ、サハデーヴァ（以上が五王子）、クリシュナ、ドルパダ王、ドリシュタデュムナ、シカンディン、ガトートカチャ、アビマニユ等。
《カウラヴァ側》
ドゥルヨーダナ、ドゥフシャーサナ他（百王子）、ドリタラーシュトラ王、ビーシュマ、ドローナ、アシュヴァッターマン、カルナ、クリパ、シャクニ等。
第6巻23章〜40章に哲学詩篇『バガヴァッド・ギーター』を含み、第1巻62章〜69章に『シャクンタラー物語』、第3巻50章〜78章に『ナラ王物語』、第3巻111章〜113章に『リシャシュリンガ（鹿角仙人）物語』、第3巻257章〜276章に『ラーマーヤナ』、第3巻277章〜283章に『サーヴィトリー物語』など有名な説話が収録されている。

## 批判校訂版
現在主に『マハーバーラタ』研究に用いられる底本は、プーナの批判校訂版（Critical Edition）と呼ばれるテキストである。
それ以前で言えば、初の『マハーバーラタ』完全版として1834年と39年にカルカッタ版が刊行された。それに続き1862年から63年にニーラカンタの注釈が付されたボンベイ版が刊行されている。
1925年、V. S. Sukthankarの主導により、『マハーバーラタ』の批判校訂版を編纂するプロジェクトが始動した。この刊本は1933年から66年にかけて全19巻で刊行された。Sukuthankarはこの第1巻のProlegomenaにおいて、この版の目的は「手に入る諸写本を元に構築しうる最も古い形を再構成すること」であると述べている。この編纂方針に従い、成立の新しいと思われる部分が本文から省かれAppendixに回されたため、それまで用いられてきたボンベイ版やカルカッタ版よりシンプルでテキストが短いことが特徴である。

## 神話の受容

### 東南アジアにおける受容

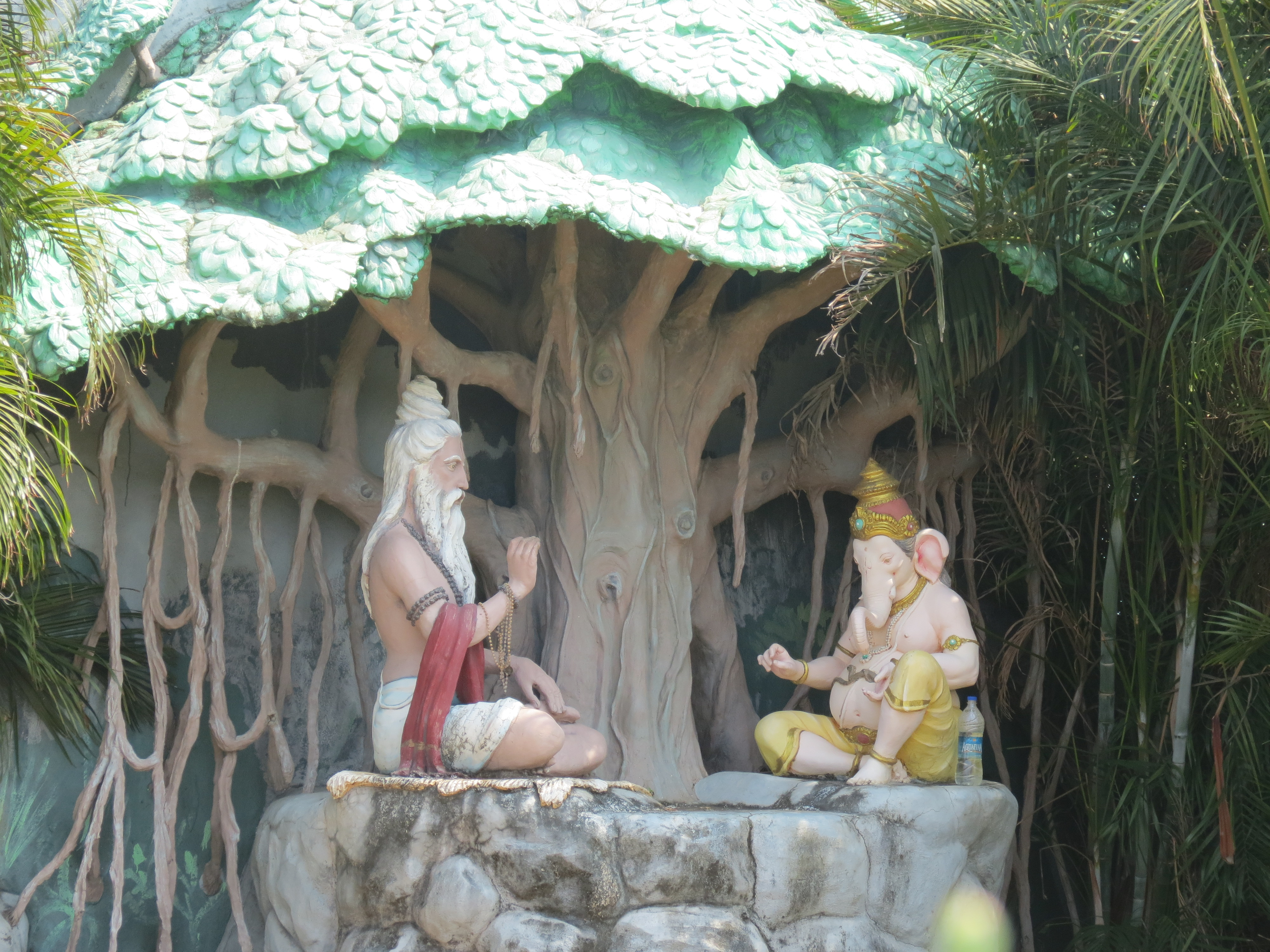
『マハーバーラタ』の作者ヴィヤーサが象神ガネーシャに神話を語る現代的な表現
（インド・カルナータカ州）

東南アジアではインド二大叙事詩『ラーマーヤナ』と『マハーバーラタ』は共に王権（クル族を祖先とする王家の正統性）を強調するものとして翻案され、支配階級のみならず民衆の間でも親しまれている。ベトナム（チャンパー）の碑文やインドネシア（ジャワ、バリ）の古典文学およびワヤン・クリットにおいてはクル族両王家のうちカウラヴァ方への共感が見られる。7世紀のチャンパー碑文によればチャンパーとカンボジアの王はカウラヴァのアシュヴァッターマン王子（ドローナの槍の継承者）の子孫である。ジャワにおける翻案（古ジャワ語文学（カウィ文学））ではパーンダヴァ方の血統でありながらカウラヴァ方についたカルナ（ジャワ語カルノ）がアルジュナ（ジャワ語アルジュノ）と共に二人の主人公と目され、カルナは心はパーンダヴァにありながら、カウラヴァを滅ぼすためにカウラヴァについたと改変されている。

### オカルトにおける受容
『マハーバーラタ』に記された「インドラの雷」の描写は、現代の核兵器を想起させるため、『ラーマーヤナ』とともに、超古代文明による古代核戦争説の証拠であると主張する者がいる。

## 出版情報

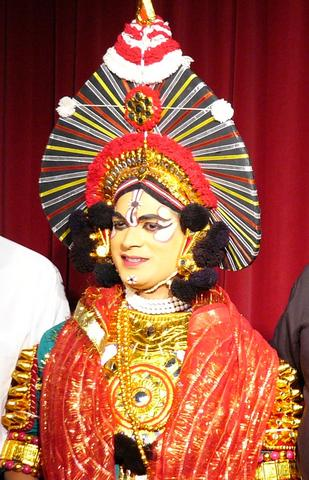
ヤクシャガーナ《民族舞踏劇》のクリシュナ（インド・カルナータカ州）

### 日本語訳
- 山際素男『マハーバーラタ』 三一書房（全9巻）、1991-98年

カルカッタ版を底本としたM. N. Duttの英訳からの重訳。全訳。
- 上村勝彦『原典訳 マハーバーラタ』筑摩書房〈ちくま学芸文庫〉（1〜8巻）、2002-05年

批判校訂版を底本とした逐語訳で一般読書者からも大いに受け入れられたが、訳者の急逝により第8巻の中途で未完（全11巻の予定だった）。第1巻に訳者による詳細な解説がある。

### 部分訳
- 鎧淳 『マハーバーラタ ナラ王物語：ダマヤンティー姫の数奇な生涯』、岩波書店〈岩波文庫〉、1989年
- 中村了昭 『マハーバーラタの哲学 - 解脱法品原典解明』（上・下）、平楽寺書店、1998年
- 山際素男 『マハーバーラタ インド千夜一夜物語』 光文社新書、2002年（上記、三一版の抜粋書）
- 山際素男 『踊るマハーバーラタ 愚かで愛しい物語』 光文社新書、2006年、同上
※『バガヴァッド・ギーター』は、多くの訳書・論考がある（詳しくはバガヴァッド・ギーターの項目参照）。
- 前田式子訳「サーヴィトリー物語　マハーバーラタ」
各・辻直四郎編、筑摩書房『インド集 世界文学大系 4』1959年、新編『筑摩世界文学大系9』、1974年
- 北川秀則・菱田邦男訳『ナラ王物語とサーヴィトリー姫物語』山喜房佛書林、1999年

### 英訳
- Kisari Mohan Ganguli, The Mahabharata of Krishna-Dwaipayana Vyasa. Munshiram Manoharlal Publishers Pvt. Ltd. 1883-1896.

ボンベイ版およびベンガル版を底本とした全訳（以下のウェブサイトで閲覧可能）。
https://sacred-texts.com/hin/maha/
https://www.gutenberg.org/ebooks/15474
https://www.mahabharataonline.com/translation/
- J. A. B. van Buitenen, The Mahabharata. Vol. 1-3. The University Chicago Press. 1973-1978.

批判校訂版を底本とした英訳。未完。第1〜5巻まで。
https://press.uchicago.edu/ucp/books/book/chicago/M/bo5948252.html
- James L. Fitzgerald, The Mahabharata. Vol. 7. Chicago: The University Chicago Press. 2003.

上記のvan Buitenenの英訳の続き。第11巻〜12巻の途中までを含む。
https://press.uchicago.edu/ucp/books/book/chicago/M/bo3627675.html
- Clay Sanskrit Libraryのシリーズ

Kinjawadekar版を底本とした英訳。テキスト付き。
https://claysanskritlibrary.org/volumes/about-mahabharata/
- Bibek Debroy, The Mahabharata, Vol. 1-10. Penguin Books. 2010-2014.

批判校訂版を底本とした全訳。
https://penguin.co.in/book/the-mahabharata-box-set/

### 概要本
- C・ラージャーゴーパーラーチャリ『マハーバーラタ』全3巻、奈良毅・田中嫺玉訳、第三文明社〈第三文明選書〉、新版2017年
- マーガレット・シンプソン著、菜畑めぶき訳『マハーバーラタ戦記 - 賢者は呪い、神の子は戦う』PHP研究所、2002年
- 池田運訳『マハバーラト』全4巻、講談社出版サービスセンター、2006-2009年（自費出版）
- デーヴァダッタ・パトナーヤク文・画、沖田瑞穂監訳・村上彩訳『インド神話物語マハーバーラタ』上・下、原書房、2019年

### 論考書籍
- 上村勝彦 『インド神話 - マハーバーラタの神々』 東京書籍、1981年、ちくま学芸文庫、2003年
- ドゥ・ヨング 『インド文化研究史論集 欧米のマハーバーラタと仏教の研究』 塚本啓祥訳、平楽寺書店、1986年
- 前川輝光 『マハーバーラタの世界』 めこん、2006年
- 沖田瑞穂 『マハーバーラタの神話学』 弘文堂、2008年
- 沖田瑞穂 『マハーバーラタ入門―インド神話の世界』 勉誠出版、2019年
- 沖田瑞穂 『マハーバーラタ、聖性と戦闘と豊穣』 みずき書林、2020年
- サティヤ・サイ・ババ『バガヴァタ ヴァーヒニ - クリシュナの奇蹟』サティヤサイ出版協会。ISBN 978-4916138620

## 創作

### 小説
- 清水義範 『世界文学全集』 集英社、1992年7月。ISBN 978-4-08-772860-6。
  - 新版 『普及版 世界文学全集第1期』 集英社文庫、1995年8月。ISBN 978-4-08-748369-7。

パスティーシュ小説「マハーバーラタ」を収録。著者がインド滞在中に視聴したテレビドラマ版への言及もある（文庫版pp. 44-46.）。

### 戯曲作品
インドでは何度も舞台化されているため、ここでは日本国内で上演・出版されたものを記述する。
- 『マハーバーラタ』 ジャン＝クロード・カリエール、笈田勝弘・木下長宏共訳、白水社 1987年

ピーター・ブルック演出による演劇上演のために、上演可能な形に脚色した。上演時間は9時間。
- 『若きアビマニュの死』 戯曲集『仮面の聲』に収録、遠藤啄郎 新宿書房 1988年

松本亮『続 ジャワ影絵芝居孝 マハーバーラタの蔭に』を原作とした作品、一挿話を取り上げて戯曲化。
- 『極付印度伝 マハーバーラタ戦記』 青木豪脚本、宮城聰演出の新作歌舞伎

2017年10月、歌舞伎座で日印友好交流年の記念として上演。
- 『マハーバーラタ1』『マハーバーラタ2』『マハーバーラタ3』『戦いは終わった-マハーバーラタより』『幻祭前夜-マハーバーラタより』

小池博史が演出する『小池博史ブリッジプロジェクト』の一環として2013年から2020年まで全編を舞台化する計画。

### 映像作品
- 『マハーバーラタ』 ジャン＝クロード・カリエール、ピーター・ブルック脚本、ピーター・ブルック監督 1989年（劇場未公開・ビデオ発売、420分）
- 『マハーバーラタ』 1988年10月から1990年6月までインドのテレビ局DD Nationalで放送され大ヒットしたテレビドラマ

### ゲーム作品
- 『マハ・バラタ』 森田商店・アイルレーベルより、1993年1月2日発売。アイルから発売された唯一の全年齢向け作品。

### 原典資料
- 『マハーバーラタ 原典訳 第1巻（1-138章）』上村勝彦訳、筑摩書房〈ちくま学芸文庫〉、2002年1月。ISBN 978-4-480-08601-3。
- 『マハーバーラタ 第1巻 序の巻 集会の巻』山際素男編訳、三一書房、1991年11月。ISBN 978-4-380-91520-8。

### 二次資料
- 菅沼晃 編『インド神話伝説辞典』東京堂出版、1985年3月。ISBN 978-4-490-10191-1。※特に注記がなければページ番号は本文以降

## 関連書籍
- 「第二篇 マーハーブハーラタ物語」 『インド・ペルシヤ神話と伝説』 馬場吉信、松村武雄編著、大洋社出版部、1939年2月。全国書誌番号:84090338、国立国会図書館デジタルコレクション。
- 上村勝彦 『始まりはインドから』 筑摩書房、2004年。没後刊行
- 『インド神話』 沖田瑞穂編訳、岩波少年文庫、2020年。ISBN 978-4-00-114253-2